# 무마이트 칸
무마이트 칸(Mumaith Khan, 1985년 9월 1일 ~ )은 인도의 배우이다.